# Acacia cygnorum
Acacia cygnorum é uma espécie de leguminosa do gênero Acacia, pertencente à família Fabaceae.